# Monsimet Cove
Die Monsimet Cove (französisch Anse Monsimet) ist eine Bucht an der Südküste von King George Island im Archipel der Südlichen Shetlandinseln. Sie liegt 0,8 km westlich der Hervé Cove an der Südseite des Ezcurra-Fjords in der Admiralty Bay.
Teilnehmer der Fünften Französischen Antarktisexpedition (1908–1910) unter der Leitung des Polarforschers Jean-Baptiste Charcot kartierten sie. Charcot benannte sie nach einem Heizer seines Forschungsschiffs Pourquoi-Pas ?. Wissenschaftler der britischen Discovery Investigations übertrugen die französische Benennung im Jahr 1929 ins Englische.